# Гравитациони бунар
Гравитациони бунар, или бунар гравитације, је концептуални модел гравитационог поља које окружује неко тело у свемиру – што је то тело масивније, то је и гравитациони бунар који оно ствара израженији („дубљи“). Сунце је, у односу на остала небеска тела у Сунчевом систему, веома масивно, тако да је гравитациони бунар који оно ствара „дубок“ и досеже веома далеко (довољно далеко да у њему буду све планете и остала небеска тела Сунчевог система). Стога се гравитациони бунар природних сателита и астероида приказује као релативно мали и „плитак“. Сматра се да је све што се налази на површини неког небеског тела у ствари на дну гравитационог бунара који то тело ствара, тако да се за бежање од утицаја гравитације на површини (улазак у орбиту око тог небеског тела) понекад каже да „се пење из гравитационог бунара“. Што је гравитациони бунар „дубљи“, то је потребно више енергије како би се неко или нешто попело из бунара и побегло утицају гравитације тог тела.
У астрофизици, гравитациони бунар се изричито повезује са пољем гравитационог потенцијала око неког небеског тела. Физички модели гравитационог бунара се понекад користе код илустрација у орбиталној механици, а понекад се мешају са дијаграмима који описују утицај опште теорије релативности, мада су та два концепта потпуно различита, и нису међусобно повезана.